# Kościół św. Doroty w Rosochatem Kościelnem
Kościół św. Doroty w Rosochatem Kościelnem – zabytkowy późnogotycki murowany kościół, znajdujący się w Rosochatem Kościelnem w gminie Czyżew, przy ul. Kościelnej 4, główna siedziba parafii św. Doroty w Rosochatem Kościelnem.
Kościół charakteryzuje się masywną bryłą, szeroką nawą głową, fasadą pozbawioną wieży, nietynkowanymi elewacjami i schodkowymi szczytami. Pomimo przebudów i remontów zachowano gotycki wygląd świątyni. W północnej ścianie prezbiterium, nad wejściem do zakrystii znajduje się marmurowa tabliczka upamiętniająca ks. Stefana Świerżowskiego, który wzniósł świątynię.
Przy kościele znajduje się drewniana dzwonnica z 1825 roku. Jest to najstarszy tego typu obiekt w województwie podlaskim.

## Historia
Pierwotnie w Rosochatem Kościelnym znajdował się drewniany kościół ufundowany przez założycieli wsi Rosochate Jakuba i Jana z Kleczkowa, poświęcony ok. 1420 roku. Nowy, murowany kościół zbudowano z funduszy księżnej mazowieckiej prawdopodobnie w latach 1527–1546. Koordynatorem prac budowy był ks. prob. Serafin Świerżowski. Budowa przebiegała dwufazowo. Na początku wystawiono prezbiterium i zakrystię, następnie korpus nawowy.
W latach 1690 i 1775 przeprowadzono ważniejsze remonty. W 1781 roku w wyniku pożaru uległy zniszczeniu dach, stropy i wystrój wnętrza. Prawdopodobnie zniszczeniu uległy także szczyty elewacji wschodniej i zachodniej. Szczyt wschodni przemurowano i otynkowano w 1807 lub 1853 roku. Podczas I wojny światowej pociski artyleryjskie uszkodziły sklepienia naw bocznych. Po I wojnie światowej kościół wyremontowano i przebudowano według projektu Oskara Sosnowskiego. Wewnątrz kościoła wydzielono kruchtę. W 1944 roku kościół uległ zniszczeniu w wyniku pożaru. Odbudowa miała miejsce w latach 1946–1949 (według innego źródła w 1950 roku), dzięki staraniom ks. prob. Rocha Modzelewskiego. 19 marca 1956 roku kościół wpisano do gminnego rejestru zabytków, jako część zespołu kościelnego parafii p.w. św. Doroty. W latach 1962–1963 wykonano polichromię figuralną wnętrza.